# Giả Tích Xuân
Giả Tích Xuân (tiếng Trung: 賈惜春; bính âm: Jiǎ Xīchūn) là nhân vật hư cấu trong tiểu thuyết Hồng Lâu Mộng của tác giả Tào Tuyết Cần. Trong tiểu thuyết, nàng là con gái thứ hai của Giả Kính phủ Ninh Quốc, em gái của Giả Trân, em dâu của Vưu thị, cô ruột của Giả Dung, cô chồng của Tần Khả Khanh, và có họ hàng với phủ Vinh. Tích Xuân là cô tư trong Giả phủ tứ xuân và là một trong Kim Lăng thập nhị thoa chính sách.

## Số phận
Giả Tích Xuân vốn là tiểu thư bên phủ Ninh Quốc, nhưng mồ côi mẹ từ bé, bố là Giả Kính lại chỉ một niềm mộ đạo thích tu tiên, bỏ nhà đi sống chung lộn với bọn đạo sĩ nên Vương phu nhân - vợ Giả Chính và là mẹ Giả Bảo Ngọc- mang sang phủ Vinh Quốc nuôi nấng chăm sóc như các tiểu thư khác.
Vì không có cha mẹ bên cạnh yêu thương nên Tích Xuân mặc dù còn nhỏ tuổi, rất xinh đẹp nhưng lạnh lùng, hờ hững, thờ ơ với mọi thứ, kể cả thân thích ruột thịt, chỉ lo giữ thân mình trong sạch thanh tịnh. Nàng không có tài thơ phú như đám chị em khác nhưng lại hiểu đạo Phật, ngôn ngữ hành động đều nhuốm màu thiền. Thân tuy ở chỗ khuê các phồn hoa, tâm nàng lại một mực hướng vào cõi Không.
Lúc Đại Quan viên bị khám xét, nàng đã đuổi a hoàn Nhập Họa không hề phạm lỗi lầm, thờ ơ trước nước mắt của người khác.
Tích Xuân cũng là một cô gái tài hoa trong hội họa. Khi Già Lưu đến thăm phủ Vinh quốc, Giả Mẫu đã bảo nàng vẽ lại Đại Quan viên làm quà. Trong kết thúc của Cao Ngạc, sau khi nhà bị cướp rồi Diệu Ngọc bị chúng bắt đi, chứng kiến kết cục bất hạnh của tứ đại gia tộc và 3 vị tỷ tỷ khiến Tích Xuân nghĩ đến cái chết, sau cùng nàng để tóc tu tại am Lũng Thúy, nơi Diệu Ngọc trụ trì trước kia. 

### Chính sách đề vịnh chi thất
| 正冊題詠之七 勘破三春景不長， 緇衣頓改昔年妝； 可憐繡戶侯門女， 獨臥青燈古佛旁 | Chính sách đề vịnh chi thất Khám phá tam xuân cảnh bất trường, Truy y đốn cải tích niên trang; Khả liên tú hộ hầu môn nữ, Độc ngoạ thanh đăng cổ phật bàng. | Đề cuốn sách chính bài 7 (Dịch: nhóm Vũ Bội Hoàng) Biết rõ ba xuân cảnh chóng già, Thời trang đổi lấy áo cà sa. Thương thay con gái nhà khuê các, Một ngọn đèn xanh cạnh phật bà |

### Hồng lâu mộng khúc
| 虛花悟 將那三春看破， 桃紅柳綠待如何？ 把這韶華打滅， 覓那清淡天和。 說什麼天上夭桃盛，雲中杏蕊多？ 到頭來， 誰見把秋捱過？ 則看那， 白楊村裏人嗚咽， 青楓林下鬼吟哦。 更兼著， 連天衰草遮墳墓， 這的是， 昨貧今富人勞碌， 春榮秋謝花折磨。 似這般， 生關死劫誰能躲？ 聞說道， 西方寶樹喚婆娑， 上結著長生果。 | Hư hoa ngộ Tương na tam xuân khán phá, Đào hồng liễu lục đãi như hà? Bả giá thiều hoa đả diệt, Mịch na thanh đạm thiên hoà. Thuyết thập ma thiên thượng yêu đào thịnh, vân trung hạnh nhị đa? Đáo đầu lai, Thuỳ kiến bả thu nhai quá? Tắc khán na, Bạch dương thôn lý nhân ô ế, Thanh phong lâm hạ quỷ ngâm nga. Canh kiêm trước, Liên thiên suy thảo già phần mộ, Giá đích thị, Tạc bần kim phú nhân lao lựu, Xuân vinh thu tạ hoa chiết ma. Tự giá bàn, Sinh quan tử kiếp thuỳ năng đoá? Văn thuyết đạo, Tây phương bảo thụ hoán bà sa, Thượng kết trước trường sinh quả. | Biết tuổi hoa là không thật (Dịch: nhóm Vũ Bội Hoàng) Cảnh xuân nhìn đã rõ rồi, Liễu xanh, đào thắm hãy ngồi xem sao Thiều hoa đuổi sạch đi nào Tìm nơi nhã đạm thanh cao khác đời Kể chi đào nở trên trời Kể chi nhị hạnh lựng mùi trong mây? Rốt cùng nào có ai hay Tiết thu đâu đã kéo ngay đến rồi Xóm Dương than khóc tiếng người Rừng phong vẳng tiếng ma ngồi ngâm nga Lại còn cảnh khác bày ra Ngút trời cỏ héo che qua nấm mồ Đó là biến đổi lắm trò Trước nghèo sau có chăm lo suốt đời Dày vò hoa cũng thế thôi Xuân mời hoa đến thu mời hoa đi Tử sinh lẽ ấy đem suy Dù ai muốn trốn, trốn chi được mà Phương tây có cõi Bà Sa Nghe đồn có quả tên là Trường Sinh |

### Câu đố cái đèn Đại Hải
Kiếp trước long đong ngán phận mình,
Nghe ca không thích thích nghe kinh!
Đừng cho thân đã chìm trong bể,
Chói lọi còn nguyên chữ tính linh
(hồi 22 - Nghe câu hát, Bảo Ngọc hiểu đạo thiền; Đánh đố thơ, Giả Chính lo lời sấm

## Trên màn ảnh
- Hồ Trạch Hồng thủ vai Giả Tích Xuân trong Hồng Lâu Mộng (phim truyền hình 1987), đạo diễn Vương Phù Lâm